# Jerzy Rogowski
Jerzy Rogowski (ur. 23 sierpnia 1951 w Łodzi) – polski kaskader i aktor. W latach 1973–1994 pracował w polskiej kinematografii, występując w ponad 100 filmach jako kaskader. Brał też udział w dubbingu jako aktor, a także współpracował kilka razy z reżyserem i dokonywał konsultacji kaskaderskich.

## Filmografia

### Aktor
- 1987: Na srebrnym globie – Wojak
- 1987: Sonata marymoncka – Faciak
- 1985: Przyłbice i kaptury – Wasylko, pokojowiec księcia Siemaszki, agent Krzyżaków (gościnnie)
- 1983: Wierna rzeka – Kozak
- 1983: Na krawędzi nocy – Leśny
- 1982: Gry i zabawy – Robotnik
- 1982: Promień – M w parku
- 1981: Karabiny – Leśny
- 1981: Znachor – Kompan
- 1981: Klejnot wolnego sumienia – Kompan
- 1981: Czwartki ubogich – Motocyklista
- 1981: Jan Serce – Facet
- 1980–1982: Sherlock Holmes i Doktor Watson – Mężczyzna uderzony przez Holmesa / Harry Marx
- 1980: Misja – republikanin
- 1980: Gorączka – Robotnik
- 1980: Zamach stanu – Poseł
- 1980: Królowa Bona – dworzanin
- 1979–1981: Najdłuższa wojna nowoczesnej Europy – Mieszczanin/Kolonista
- 1979: Aria dla atlety – Tragarz
- 1979: Sekret Enigmy – X
- 1979: Ojciec królowej – Jeździec
- 1978: Życie na gorąco – strażnik na „Arce Noego” (gościnnie)
- 1978: Umarli rzucają cień – Partyzant
- 1976: Honor dziecka – Strażak
- 1976: Mgła – Sten
- 1975: Jarosław Dąbrowski – Komunard
- 1975: Noce i dnie – Konny
- 1975: Kazimierz Wielki – Jeździec

### Dubbing
- 2004: Małgosia i buciki –
  - Gwiazdor (odc. 2b)
  - Nuktuk (odc. 7b)
- 2000: Cicha noc
- 2000: Goofy w college’u
- 2000: Spotkanie z Jezusem
- 1999: Baśnie Braci Grimm: Simsala Grimm
- 1997: Pippi – Klank
- 1995: Patrol Jin Jina
- 1995: The Adventures of Mole – Borsuk
- 1994–2004: Tabaluga – Hamsin
- 1994: Księżniczka łabędzi
- 1992: Wyspa Niedźwiedzi – narrator
- 1987: Babar
- 1987: Królewna Złoty Loczek
- 1983: Mały rycerz El Cid
- 1980: Scooby i Scrappy Doo
- 1960–1966: Flintstonowie